# Торе дела Кастања (Изернија)
Торе дела Кастања је насеље у Италији у округу Изернија, региону Молизе.
Према процени из 2011. у насељу је живело 27 становника. Насеље се налази на надморској висини од 886 м.